# Adam Ileborgh
Adam Ileborgh (aktiv Mitte des 15. Jahrhunderts) war ein Musiker und Franziskaner des späten Mittelalters.

## Leben und Wirken
Weder Geburts- noch Sterbedatum und -ort von Adam Ileborgh konnten von der musikhistorischen Forschung bisher ermittelt werden. Eine Herkunft aus Ihleburg oder Zugehörigkeit zu einem Adelsgeschlecht namens Ilburg(h) ist naheliegend, aber nicht nachzuweisen. Das einzige und wesentliche Dokument über ihn und sein Wirken ist eine der ältesten deutschen Orgeltabulaturen, die von ihm selbst mit dem Jahr 1448 datiert wurde. Der vollständige Titel lautet: Incipiunt praeludia diversarum notarum secundum modernum modum subtiliter et diligenter collecta cum mensuris diversis hic infra annexis per fratrem Adam Ileborgh Anno Domini 1448 tempore sui rectoratus in stendall. Aus diesem Titel geht hervor, dass er zu dieser Zeit Schulrektor in der Stadt Stendal in der damaligen Altmark war. Er könnte auch Organist in der 1447 geweihten Marienkirche von Stendal oder der Kirche des Franziskanerklosters gewesen sein, das in Stendal seit etwa 1230/40 bestand und zur Sächsischen Franziskanerprovinz gehörte und wo er vermutlich auch lebte. Weitere Einzelheiten zu seinem Leben sind nicht überliefert.

## Werk und Bedeutung

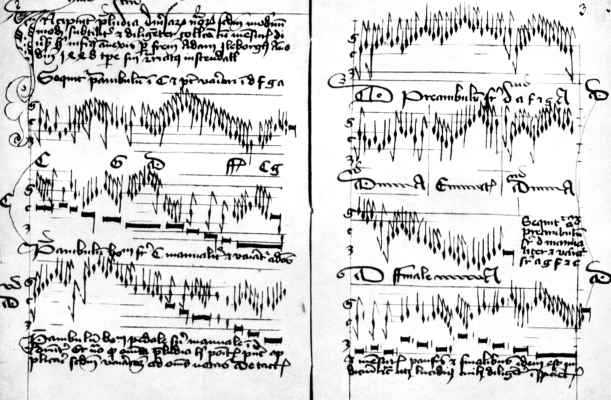
Anfang von Adam Ileborghs handschriftlicher Tabulatur

Die erwähnte Tabulatur-Handschrift enthält fünf kurze Präludien ohne Takteinteilung und drei mensurae über das weltliche Lied Frowe al myn hoffen an dyr lyed. Das kleine Format (14,3 × 10,8 cm), die Verwendung von Pergament als Träger und die Tendenz zur Kalligrafie der musikalischen Notierungen deuten stark darauf hin, dass es sich in auffälliger Weise um eine Widmungs-Handschrift handelt und nicht um einen Notentext für den praktischen Gebrauch. Der Adressat der Widmung ist bis heute unbekannt. Weil die Verwendung des Begriffs collecta im damaligen Sprachgebrauch nicht nur „gesammelt“, sondern auch „dargestellt“ oder „gefasst“ bedeutet, ist darauf zu schließen, dass Ileborgh nicht der Sammler oder Kopist, sondern der Autor der hier vorliegenden Sätze ist.
Seit ihrer Entdeckung wechselte die Handschrift mehrfach zwischen privaten und öffentlichen Besitzern. Im 20. Jahrhundert gehörte sie dem Curtis Institute of Music in Philadelphia, 1981 gelangte sie bei einer Versteigerung in unbekannten Privatbesitz. 1998 wurde sie anlässlich eines Symposiums in Stendal letztmals öffentlich gezeigt.
Ileborghs Orgeltabulatur weist zwei Alleinstellungsmerkmale auf:
- es handelt sich um die früheste rein instrumentale Orgeltabulatur, die keine Bindung an Vokalwerke mehr aufweist,
- sie ist der einzige Beleg norddeutscher Orgelkunst bis zum Beginn des 17. Jahrhunderts.

Diese Handschrift ist in der sogenannten älteren deutschen Tabulaturschrift geschrieben, in der die Unterstimmen mit Tonbuchstaben notiert sind, über welchen die mensural notierten Oberstimmen stehen. Ileborgh schrieb die Akkorde der Unterstimmen jedoch nicht, wie üblich, mit übereinander stehenden Buchstaben, sondern notierte die Buchstaben nebeneinander. Hin und wieder ist auch eine in Noten ausgeschriebene Unterstimme vorhanden. In einer Beischrift wird der Gebrauch des Pedals ausdrücklich erwähnt, ohne dass es genauere Hinweise zur Ausführung gibt.
In den fünf Präludien bewegen sich die Oberstimmen (superius) über meist ausgehaltenen Akkorden in linearen, aber rhythmisch unregelmäßigen Melodien mit improvisatorischem Charakter, worauf auch in der Überschrift der Begriff des modernus modus hinweist. Diese Stücke können als Wegbereiter der freien Fantasie gelten. In den drei mensurae hingegen sind die Liedbearbeitungen klar in Takte gefasst. Hier wird die Melodie in gleichförmigen Cantus-firmus-Notenwerten in der Unterstimme (tenor) vorgetragen, darüber zuweilen eine rhythmisch parallele Füllstimme und eine lineare, manchmal etwas virtuose Oberstimme in kleinen Notenwerten.
Die Orgelsätze Adam Ileborghs sind hinsichtlich der Überlieferung, des Kompositionsstils und der Aufführungspraxis musikwissenschaftlich noch nicht vollständig geklärt. Die Tatsache, dass Ileborgh außerhalb der Autorschaft seiner Tabulatur als Musiker völlig unbekannt ist, lässt darauf schließen, dass er eher eine durchschnittliche Randfigur in der deutschen Orgelmusik des 15. Jahrhunderts war.

## Werke
Die Tabulatur Adam Ileborghs besteht aus folgenden Teilen:
- Praeambulum in C et potest variari in d f g a.
- Praeambulum bonum super C manualiter et variatur ad omnes.
- Praeambulum bonum pedale seu manuale in d.
- Praeambulum super d a f et g.
- Aliud praeambulum super d manualiter et variatur super a g f et c.
- Mensura trium notarum supra tenorem „Frowe al myn hoffen an dyr lyet“.
- Mensura duorum notarum eiusdem tenoris.
- Mensura sex notarum eiusdem notaris.

## Notenausgaben
Gesamtausgabe:
- Willi Apel (Hrsg.): Keyboard Music of the Fourteenth and Fifteenth Centuries (=Corpus of Early Keyboard Music Nr. 1), American Institute of Musicology, o. O. 1963, S. 28–32

Auswahlausgaben:
- Michael Radulescu (Hrsg.): Organum antiquum: früheste Orgelmusik (= Diletto musicale Nr. 787), Doblinger, Wien 1978, DNB 354221094
- Peter Marr (Hrsg.): Alte deutsche Orgelmusik: 6 pieces by Ileborgh, Buchner, Finck, Isaac (= Hinrichsen No. 500), Hinrichsen Edition, London 1967, DNB 1001724712.